# Henryk IV Wielki
Henryk IV Wielki (ur. 13 grudnia 1553 w Pau w Nawarze, zm. 14 maja 1610 w Paryżu) – król Nawarry od 1572 (jako Henryk III) i Francji od 1589 r., pierwszy z dynastii Burbonów, najmłodszej gałęzi Kapetyngów.

## Pochodzenie i dzieciństwo
Ze strony ojca pochodził z rodu Burbonów, bocznej linii dynastii Kapetyngów, a ze strony matki z rodu Albretów. Był też spokrewniony z Walezjuszami – jego babka po kądzieli, Małgorzata d’Angoulême, była siostrą francuskiego króla Franciszka I. Henryk przyszedł na świat jako drugie z pięciorga dzieci Antoniego de Bourbon, księcia Vendôme, i Joanny d’Albret, córki Henryka d’Albret, króla Nawarry. Najstarszy syn Antoniego i Joanny, również Henryk, zmarł przed narodzinami swojego młodszego brata. Młodszym rodzeństwem Henryka IV byli Ludwik Karol hrabia de Marle, Magdalena i Katarzyna.
Henryk IV urodził się na zamku w Pau w Górnej Nawarze. Został ochrzczony w marcu 1554, a jego rodzicami chrzestnymi byli dziad po kądzieli, Henryk d’Albret, i stryj, kardynał Karol de Bourbon. Jako noworodek Henryk otrzymał tytuły diuka de Beaumont i księcia de Vianne. W maju 1555 zmarł Henryk d’Albret i królestwo Nawarry przypadło jego córce i zięciowi – w ten sposób Henryk IV został następcą tronu Nawarry. Otrzymał przy okazji tytuł księcia Bearnu. Guwernantką Henryka została Zuzanna de Miossens; wczesne dzieciństwo spędził na należącym do Miossensów zamku Coarraze.
W lutym 1557 w Paryżu został przedstawiony królowi Francji Henrykowi II. Ten żartował, że w małym Henryku widziałby swojego zięcia – w tym czasie jedyną wolną córką francuskiego króla była Małgorzata de Valois. Gdy w 1558 roku Antoni de Bourbon ze swoją żoną Joanną udali się do Paryża na ślub delfina Franciszka i szkockiej królowej Marii Stuart, regentem Nawarry został czteroletni syn Henryk. W grudniu 1559 towarzyszył ojcu, który odprowadzał do Hiszpanii królewnę Elżbietę de Valois, narzeczoną króla Filipa II Habsburga.
W sierpniu 1561 roku wraz z matką i siostrą przybył na dwór królewski do Paryża. W tym czasie stosunki pomiędzy rodzicami Henryka uległy pogorszeniu – 25 grudnia 1560 Joanna oficjalnie przeszła na kalwinizm, z kolei Antoni ostatecznie opowiedział się po stronie religii rzymskokatolickiej. Dodatkowo de Bourbon zdradzał żonę. Henryk wychowywany na gorliwego kalwinistę, razem z m.in. królem Karolem IX, jego braćmi Henrykiem i Franciszkiem urządzał „antypapistowskie” maskarady. W marcu 1562 Antoni de Bourbon zmusił żonę do wyjazdu ze stolicy, pozostawiając syna przy sobie. Pod wpływem ojca w czerwcu 1562 Henryk publicznie zadeklarował się jako katolik. Antoni de Bourbon zmarł 17 listopada 1562 roku, jednak jego syn dalej pozostawał na paryskim dworze. Henryk, po ojcu, został tytularnym gubernatorem Gujenny.
Preceptorem Henryka był de La Gaucherie, protegowany Teodora Bezy, kalwinista. Wiosną 1562 został zastąpiony przez katolika Jana De Losses. Po śmierci Antoniego de Bourbon, francuska królowa-matka Katarzyna Medycejska, licząca się w tej kwestii ze zdaniem Joanny d’Albret, zmieniła preceptora. Został nim ponownie La Gaucherie, którego pomocnikiem był pastor Wiktor Palma-Cayet. Henryk posiadł znajomość łaciny. Z kolei jego ulubioną książką był romans rycerski Amadis. Od końca 1562 do początku 1564 uczył się w Kolegium Nawarskim na Wzgórzu Świętej Genowefy w Paryżu. Następnie towarzyszył królowi Karolowi IX i jego matce Katarzynie Medycejskiej w ponad dwuletniej podróży po Francji. W połowie października 1564 roku w Salon-de-Provence dwór odwiedził Nostradamus, który przepowiedział Henrykowi IV, że zostanie królem Francji i Nawarry. W 1565 Henryk został na kilka miesięcy wysłany na dwór matki. Joanna przydzieliła synowi nowego nauczyciela, Morelly de Villiers. W grudniu 1565 Henryk dołączył do dworu królewskiego, z którym w 1566 dotarł do Paryża.
W styczniu 1567 Joanna uzyskała zgodę Katarzyny na to, żeby zabrać syna do dawnych posiadłości Antoniego de Bourbon w północnej Francji. Następnie, wbrew ustaleniom, Joanna z synem nie wróciła na dwór, lecz udała się do Bearn. W 1568 Henryk nominalnie stał na czele sił nawarskich, walczących z tamtejszymi katolickimi buntownikami. Faktycznym dowódcą był Antoni de Gramont. Nie doszło nawet do bitwy, buntownicy się rozpierzchli, a Henryk złożył zapewnienie, że tolerancja religijna nadal będzie respektowana w Nawarze. Latem 1568 Henryk znalazł się na liście protestantów, którzy na polecenie Katarzyny Medycejskiej mieli zostać doprowadzeni na dwór królewski. Liderzy protestantów razem z Henrykiem schronili się w La Rochelle. Jesienią 1568 Henryk wyruszył na wojnę (trzecia wojna religijna we Francji); matka powierzyła go opiece admirała Kacpra de Coligny. Po śmierci Ludwika de Condé w bitwie pod Jarnac w marcu 1569 Joanna d’Albret ogłosiła dowódcami armii kalwińskiej Henryka IV i jego stryjecznego brata Henryka de Condé. Faktycznym wodzem pozostał Coligny.

## Król Nawarry
3 października 1569 brał udział w przegranej bitwie pod Moncontour. Rok później dowodził udaną szarżą wojsk protestanckich pod Arna-le-Duc. Wojnę zakończył układ z Saint-Germain-en-Laye, zawarty w lipcu 1570; w poufnych klauzulach wspominano o planie zaślubin Henryka z Małgorzatą de Valois. Po zakończeniu wojny Henryk z matką i siostrą udał się do Bearnu. Przez cały rok 1571 Joanna d’Albret i Katarzyna Medycejska prowadziły negocjacje w sprawie ślubu swoich dzieci. W styczniu 1572 Joanna udała się w tym celu do Paryża; Henryk pozostał w Bearnie. W kwietniu 1572 podpisano kontrakt ślubny. 23 maja 1572 Henryk opuścił Bearn i odbył trwającą aż półtora miesiąca podróż do Paryża; według legendy długi pobyt w zamku w Nérac spowodowany był romansem z piękną córką ogrodnika.
Zanim dotarł do Paryża, 9 czerwca 1572 zmarła jego matka. Henryk odziedziczył po niej królestwo Nawarry. Do stolicy dotarł 8 lipca. Datę ślubu odwlekano ze względu na brak dyspensy papieskiej, ostatecznie ze względu na zwłokę papieża problem zignorowano. Zaręczyny odbyły się 17 sierpnia, ślub – 18 sierpnia. Małżeństwa Małgorzacie i Henrykowi udzielił stryj pana młodego – kardynał Karol de Bourbon, którego okłamano, że dyspensa jest w drodze. Na pytanie, czy chce wyjść za mąż za Henryka, Małgorzata milczała, w związku z czym jej brat nachylił jej głowę, co potraktowano jako zgodę. Przez całą ceremonię Henryk IV jako kalwinista stał z nakrytą głową. Już po zakończeniu uroczystości weselnych, w nocy z 23 na 24 sierpnia 1572, doszło do rzezi hugenockiej szlachty, przybyłej na ślub Małgorzaty i Henryka. Sam Henryk nie znalazł się na liście proskrypcyjnej; razem ze swoim bratem stryjecznym Henrykiem de Condé został zamknięty w gabinecie króla Karola IX.

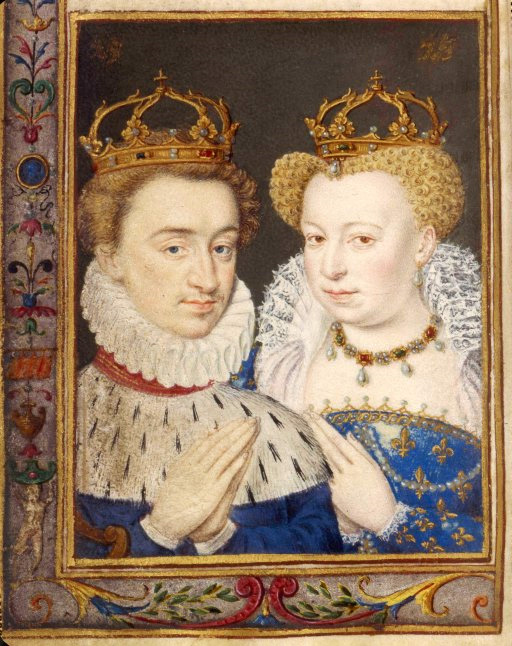
Henryk Burbon i Małgorzata Valois jako władcy Nawarry

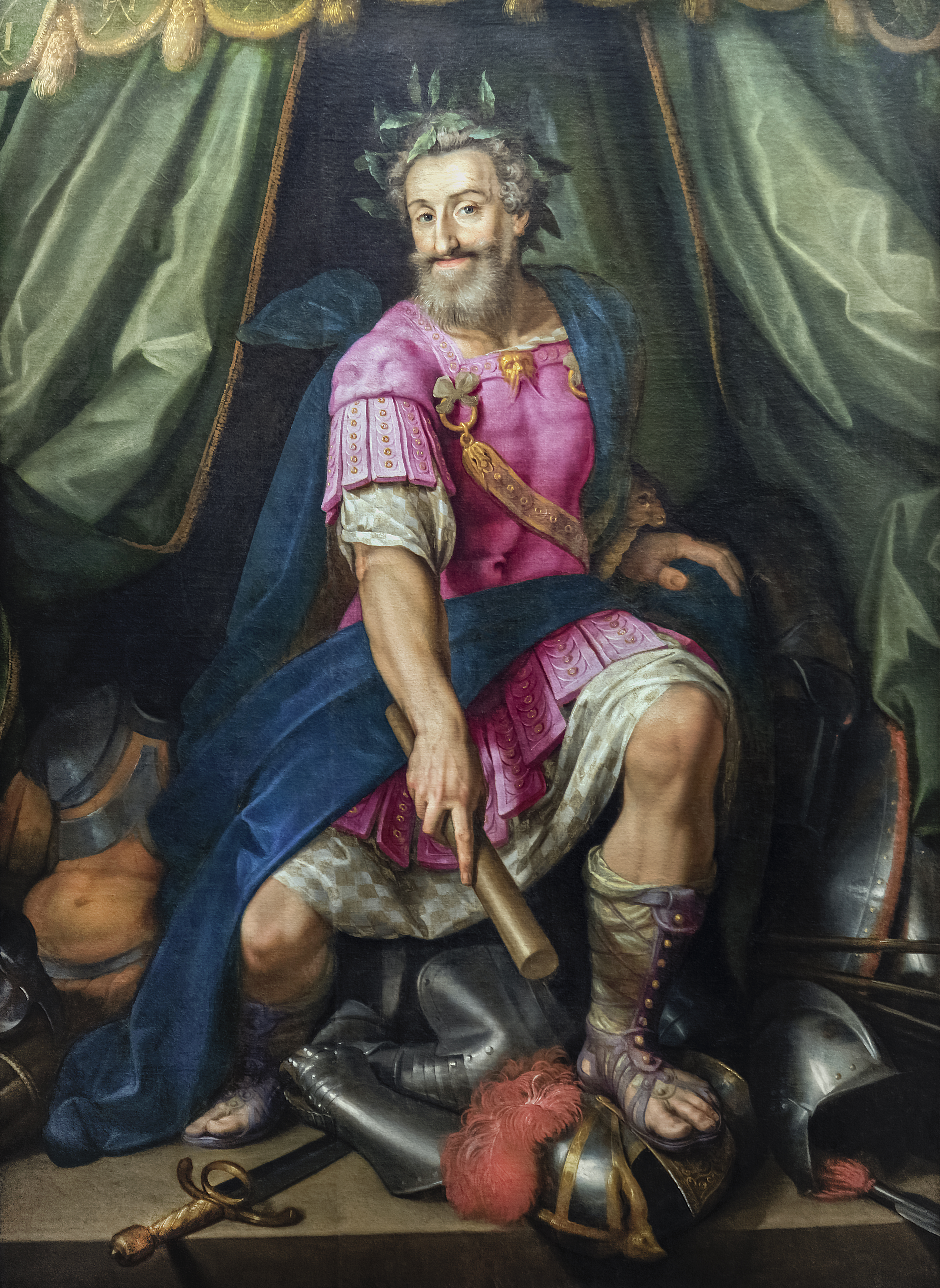
Henryk IV jako Mars

We wrześniu 1572 Henryk został zmuszony do przyjęcia wiary katolickiej. Razem z wojskami króla brał udział w oblężeniu La Rochelle w czasie wojen religijnych, zakończonych zawarciem pokoju roszelskiego w lipcu 1573. Henryk był w praktyce zakładnikiem na dworze królewskim. Wspólnie z najmłodszym bratem króla Karola IX, Franciszkiem Herkulesem d’Alencon, bezskutecznie planowali ucieczkę. Zbiegł z początkiem lutego 1576, nie wracając z polowania. Historycy uważają, że ucieczkę ułatwiła mu Katarzyna Medycejska, licząc na pogłębienie się w obozie protestanckim sporów o przywództwo.
Na mocy pokoju z Beaulieu, kończącego piątą wojnę religijną, w maju 1576 Henryk został gubernatorem Gujenny. Miesiąc później ponownie przeszedł na kalwinizm. Gdy doszło pod koniec 1576 do wznowienia działań wojennych, Henryk nie angażował się w nie za bardzo. W sierpniu 1577, kiedy rozpoczęto rozmowy pokojowe, zwrócili się do niego król Henryk III i jego matka Katarzyna Medycejska. Król Nawarry jako reprezentant hugenotów razem z Ludwikiem diukiem de Montpensier reprezentującym katolików wynegocjowali pokój w Bergerac. Jako gubernator Gujenny zajął się wyciąganiem prowincji z ekonomicznego kryzysu. Wydane przez niego rozporządzenie z Agen przewidywało m.in. kary dla zbrojnych band. Doszło również w tamtym czasie do nieudanego zamachu na jego życie, o który obwiniał markiza de Villars, wicegubernatora przysłanego przez Henryka III. W Bearnie regentką w imieniu Henryka została jego młodsza siostra, Katarzyna de Bourbon.
Henryk starał się o przyjazd żony, przebywającej na królewskim dworze. Henryk III odmawiał wydania zgody na wyjazd siostry do sierpnia 1578. Od połączenia małżonków ich stosunki układały się poprawnie, chociaż oboje nie dochowywali sobie wierności. W 1580 przystąpił do siódmej wojny religijnej. Występował jako obrońca monarchicznego porządku i przeciwnik tych, którzy łamią królewskie edykty – głównym wrogiem Henryka był wicegubernator Armand de Gontaut, baron de Biron. 1 czerwca 1580 zdobył Cahors. 26 listopada 1580 w Fleix podpisano pokój – Biron został odwołany, a Cahors zwrócone katolikom. Przeciwko warunkom protestował Henryk de Condé. Henryk Burbon odwołał się do zgromadzenia kościołów reformowanych Francji, które odbyło się w Montauban w kwietniu 1581. Przyznało ono rację królowi Nawarry i jednocześnie wybrało go generalnym protektorem kościołów reformowanych.
Jako generalny protektor kościołów reformowanych podjął ożywioną działalność dyplomatyczną. Za dyplomację u Henryka IV odpowiedzialni byli Filip Duplesis-Mornay i Franciszek de Ségur-Pardaillan. W 1582 Filip II Habsburg bezskutecznie próbował namówić Henryka do wsparcia planów hiszpańskiej inwazji na południową Francję. W marcu 1582, za zgodą Henryka, Małgorzata na zaproszenie matki opuściła dwór męża i wróciła do stolicy. Wypędzona z dworu przez brata w sierpniu 1583, ponownie wróciła do męża w kwietniu 1584.
11 czerwca 1584, po śmierci Franciszka d’Anjou, Henryk został – zgodnie z prawem salickim – oficjalnym następcą Henryka III. Rozpoczęły się pertraktacje na temat zmiany wyznania przez króla Nawarry. Prawa tego ostatniego kwestionował jego stryj, kardynał Karol de Bourbon, popierany przez Święta Ligę. We wrześniu 1584 papież Sykstus V ogłosił Henryka wrogiem Świętej Wiary i pozbawił go królestwa Nawarry – papieska decyzja nie wywołała większej reakcji ze strony Francuzów. W 1585 rozpoczęła się ósma wojna religijna. Na przełomie 1586 i 1587 Henryk prowadził bezowocne negocjacje pokojowe ze swoją teściową Katarzyną Medycejską. 20 października 1587 pod Coutras rozbił silną armię katolicką, dowodzoną przez Anne’a diuka de Joyeuse, który poległ w bitwie. Henryk przełamał tym samym ćwierćwiekową tradycję przegrywania wielkich bitew przez francuskich hugenotów. Latem 1588 Henryk III, ulegając żądaniom Gwizjuszy i Świętej Ligi, ogłosił, że Henryk Burbon został pozbawiony sukcesji do tronu i uznał kardynała Karola de Bourbon za pierwszego księcia krwi.
Za pośrednictwem Diany, wdowy po Franciszku de Montmorency, Henryk III nawiązał kontakt z Henrykiem Burbonem. Wynegocjowany w 1589 układ z Tours był skierowany przeciwko Lidze. 2 sierpnia 1589 Henryk III zmarł na skutek rany zadanej mu przez jednego z ligowców – dominikanina Jacques’a Clémenta. Umierając potwierdził sukcesję króla Nawarry. Zapoczątkował on nową dynastię królewską Burbonów, którzy panowali, z przerwami, do 1848 roku. Potomkowie Henryka IV w prostej linii panują do dziś w Hiszpanii i Luksemburgu.

## Król Francji
kontrolowane przez szlachtę hugenocką
     kontestowane między hugenotami i katolikami
     kontrolowane przez szlachtę katolicką
     luteranie w Alzacji

Francja podczas wojen religijnych (w granicach z 1685 roku); ziemie:
kontrolowane przez szlachtę hugenocką
kontestowane między hugenotami i katolikami
kontrolowane przez szlachtę katolicką
luteranie w Alzacji

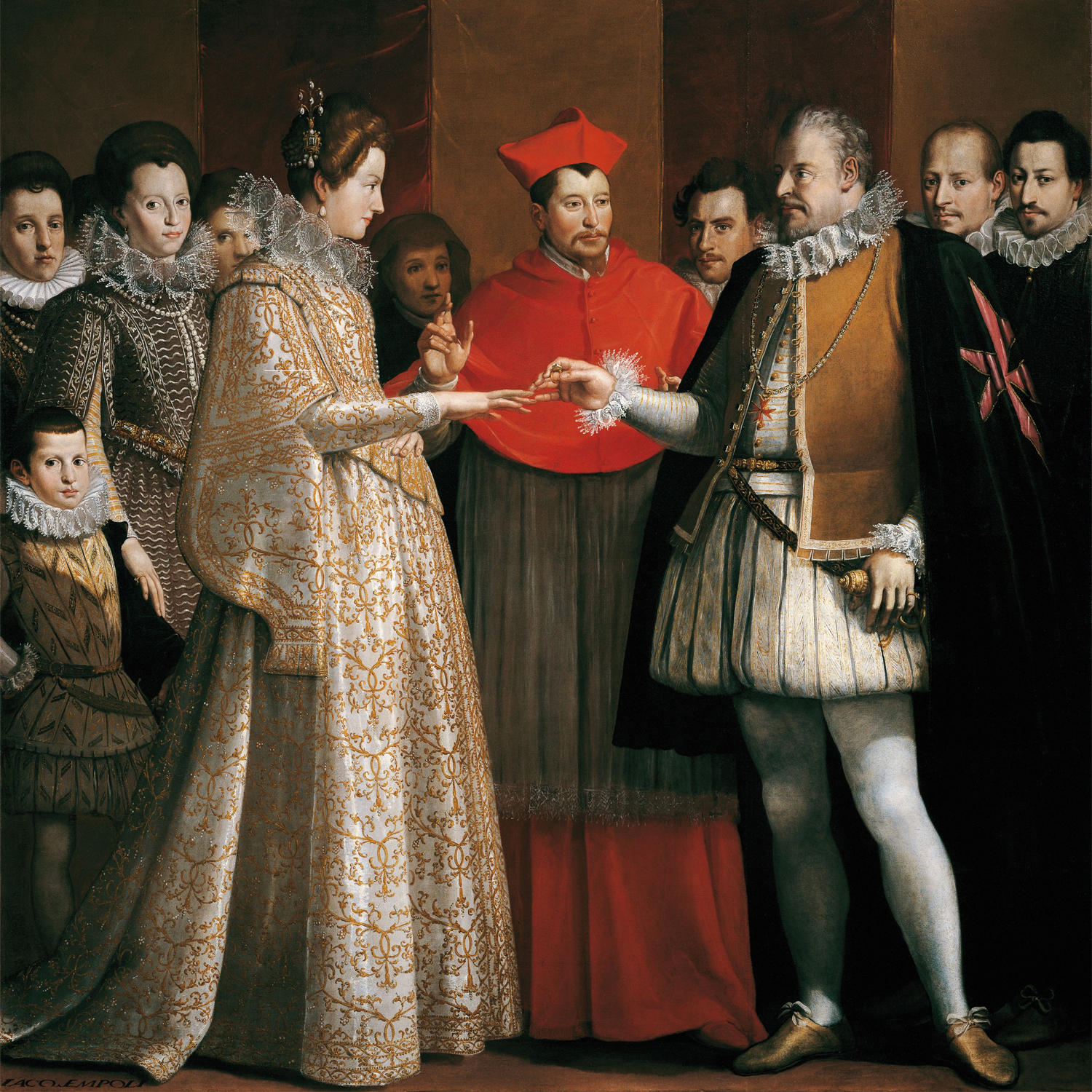
Ślub Henryka IV z Marią Medycejską

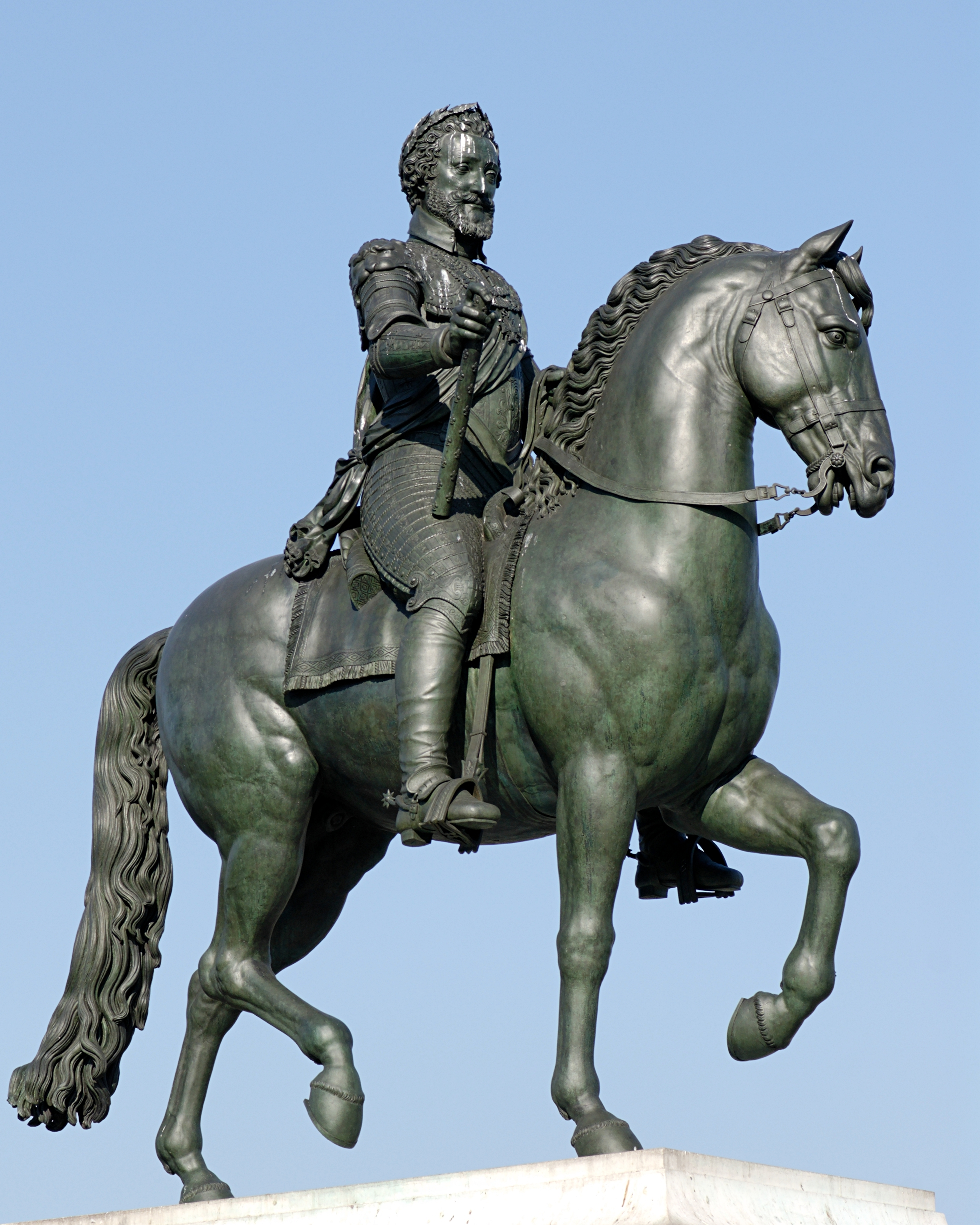
Konny pomnik Henryka IV w Paryżu

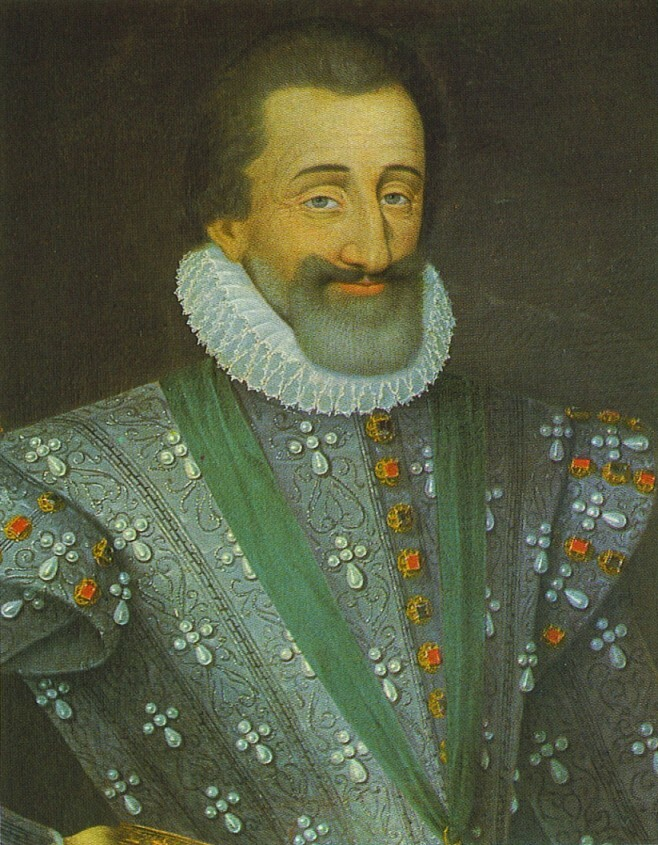
Król Henryk IV

Początki rządów Henryka IV były trudne. Za króla od razu uznali go hugenoci, Święta Liga uważała go za uzurpatora. Zwolennicy zasztyletowanego Henryka III uznawali Nawarczyka jedynie za kandydata do tronu. Paryż pozostawał w rękach ligowców. 4 sierpnia 1589 w Deklaracji z Saint-Cloud Henryk złożył zobowiązanie, że katolicyzm będzie zachowany we Francji bez żadnych zmian i innowacji. Urzędy publiczne miały być przyznawane katolikom, a w ciągu kolejnych pół roku miały zostać zwołane Stany Generalne.
5 sierpnia 1589 roku Karol Gwizjusz, diuk Mayenne, ogłosił królem kardynała Karola de Bourbon. Roszczenia do tronu francuskiego zgłosił Karol Emanuel, książę Sardynii, po kądzieli wnuk Franciszka I. Hiszpański król Filip II planował osadzić na francuskim tronie swoją córkę Izabelę, po kądzieli wnuczkę Henryka II. Krótko po objęciu tronu Henryka IV uznały m.in. Republika Zjednoczonych Prowincji, Szkocja i Anglia, kantony szwajcarskie i Wenecja. W kraju Nawarczyka poparła stosunkowa duża liczba księży katolickich oraz zamożne mieszczaństwo.
21 września 1589 pod Arques Henryk IV pokonał ligowców dowodzonych przez diuka Mayenne. Udało mu się utrzymać port Dieppe, a 1 listopada 1589 rozpoczął szturmować Paryż. Wobec groźby nadejścia głównych sił ligowców wycofał się spod stolicy. Zimą 1590 zajął kilka miast w Normandii, a 14 marca 1590 pod Ivry odniósł zdecydowane zwycięstwo nad diukiem Mayenne. Początkiem maja 1590 rozpoczął głodową blokadę Paryża. Po kilku miesiącach został zmuszony przez armię Aleksandra Farnese i diuka Mayenne do zaprzestania oblężenia. W czasie oblężenia Paryża Henryk nawiązał romans z Marią de Beauvilliers, ksienią benedyktynek na Montmartre, a później z Katarzyną de Verdun, mniszką z Longchamp. Pod koniec 1590 poznał Gabrielę d’Estrées, z którą związał się na kilka lat.
W 1591 zdobył Chartres, Noyon, a w listopadzie tego samego roku rozpoczął oblężenie Rouen. Rok 1592 przyniósł Henrykowi szereg niepowodzeń – połączone siły Hiszpanów i ligowców odnosiły sukcesy w Bretanii, Langwedocji i Prowansji. W takiej sytuacji Henryk zaczął przygotowywać się do zmiany wyznania i przyjęcia katolicyzmu.
Wiosną 1592 nawiązał rozmowy z diukiem de Mayenne i arystokratycznym skrzydłem ligowców. W styczniu 1593 w Paryżu rozpoczęły obrady Stany Generalne, uznane przez Henryka i jego zwolenników za nielegalne. Dość nieoczekiwanie Stany zdecydowały się rozpocząć negocjacje z królem. W Suresnes na spotkaniu z delegacją Stanów Henryk poinformował o zamiarze przyjęcia katolicyzmu. 25 lipca 1593 w Saint-Denis oficjalnie ogłosił, że przechodzi na katolicyzm, wygłaszając słynne zdanie: „Paryż wart jest mszy” (Paris vaut bien une messe). Zmiana wyznania sprawiła, że większość francuskich arcybiskupów i biskupów poparła Henryka IV. 27 lutego 1594 w Chartres został koronowany na króla Francji. 22 marca 1594 wjechał do Paryża. Pod koniec miesiąca ogłosił amnestię dla ligowców.
27 grudnia 1594 próbował go zabić Jean Châtel, paryski student, inspirowany kazaniami żarliwych ligowców. Henryk uszedł z życiem, a zamachowca stracono.
17 stycznia 1595 wypowiedział wojnę Hiszpanii; w tym czasie hiszpański król Filip II popierał Gwizjuszy, trzymających Burgundię i Bretanię, podsycał niechęć ligowców do Henryka, a jednocześnie planował osadzić na francuskim tronie swoją córkę Izabelę. Konflikt zaczął się od sukcesów króla Francji – opanował Burgundię i wygrał bitwę pod Fontanie-Française. Później poniósł pewne straty (m.in. Calais). W marcu 1598 przeciągnął na swoją stronę diuka de Mercour, kontrolującego Bretanię. Niedługo potem, 13 kwietnia 1598, wydał edykt nantejski, co zakończyło wojnę między katolikami a hugenotami. 2 maja 1598 w Vervins podpisał traktat pokojowy z Hiszpanią – przywracał on stan z traktatu z Cateau-Cambrésis z 1559 roku. Na mocy pokoju lyońskiego z 1601 uzyskał od Karola Emanuela Sabaudzkiego terytoria Bresse, Bugey, Pays de Gex i Valromey.
Wydał edykty zabraniające pojedynków (1602, 1609). Obniżył podatki bezpośrednie dla chłopów. Co pewien czas znajdował się w konflikcie z parlamentem. Wprowadził „rentę roczną” dla urzędników (1604). Zredukował dług publiczny. Próbował edyktami uporządkować sytuację monetarną (1603, 1609). Stworzył schroniska dla starych i okaleczonych żołnierzy. W 1601 na czele nowo powstałej Izby Handlowej postawił Bartłomieja de Laffemasa. Wspierał zamorskie wyprawy do Ameryki Północnej.
W 1602 rozbił spisek, w który byli zamieszani m.in. Charles de Gontaut, diuk de Biron, gubernator Burgundii (stracony w Bastylii) i hrabia Owernii, nieślubny syn króla Karola IX. Pełnych szczegółów o sprzysiężeniu dowiedział się w 1605 – stracono wtedy Thomasa Morgana, a hrabiego Owernii uwięziono w Bastylii. W 1606 królowi poddał się kolejny spiskowiec – diuk de Bouillon. Do grona najbliższych współpracowników króla Henryka zaliczali się: kanclerz Pomponie de Bellièvre, Mikołaj de Villeroy, Pierre Jeannin, Mikołaj Brûlart de Sillery, Maximilien de Béthune de Sully. W późniejszych latach Henryk wspierał Zjednoczone Prowincje w walce z Hiszpanią, zakończoną dwunastoletnim rozejmem w 1609. W 1610 rozpoczął przygotowania do wojny z Habsburgami; nastąpiła mobilizacja armii. W toku tych przygotowań Henryk został zamordowany 14 maja 1610 podczas przejazdu powozem ulicą de la Feronnerie w Paryżu. Trzy ciosy długim nożem myśliwskim zadał mu fanatyczny katolik François Ravaillac.

## Post mortem
1 lipca 1610 roku popularny władca został pochowany w bazylice św. Dionizego w Saint-Denis, nekropolii królów Francji. Serce zostało złożone u jezuitów w La Flèche. W czasie Wielkiej Rewolucji Francuskiej jego zwłoki zostały zbezczeszczone. Rewolucjoniści odcięli za pomocą gilotyny zabalsamowaną głowę króla. Lekarz Philippe Charlier odkrył w 1910 roku, że w zbiorach kolekcjonera amatora znajduje się głowa króla odcięta w czasie Rewolucji. W 1910 roku niemiecki kolekcjoner zakupił głowę na aukcji w Paryżu. W późniejszym czasie proponował oddanie głowy do Luwru, ale muzeum nie było zainteresowane nieznaną wówczas głową.
W r. 1955 głowę kupił kolekcjoner amator, Jacques Bellanger, za sumę 5000 franków (równowartość kilkuset euro). Przeleżała u niego na strychu kilkadziesiąt lat, gdzie odnaleźli ją Stéphane Gabet i Pierre Belet, dziennikarze francuscy. Autentyczność szczątków króla początkowo potwierdziły szczegółowe badania naukowe. Pod koniec roku 2010 Bellanger przekazał głowę Ludwikowi de Bourbon, potomkowi króla i głowie rodu, który zamierzał pochować ją ponownie w bazylice Saint-Denis. W roku 2014 opublikowano wyniki badań archeogenetycznych, które wykazały, że odnaleziona głowa nie należała do osoby z rodu Burbonów.

## Rodzina

### Wywód przodków
| Prapradziadkowie                           | Jan VII de Bourbon-Vendôme (1428–1478) ∞1454 Izabela de Beauvau                         | Pierre II Luksemburski (1435–1482) ∞1454 Małgorzata Sabaudzka (1439–1483)               | Jan II d’Alençon (1409–1476) ∞1437 Maria d’Armagnac (1420–1473)                         | Fryderyk II Lotaryński (1428–1470) ∞1445 Yolanda de Bar (1428–1483)                     | Alan d’Albret (1440–1522) ∞1470 Franciszka de Châtillon (-1481)                         | Gaston de Foix (1444–1470) ∞1461 Małgorzata de Valois (1437–1438)                       | Jan Orleański (1400–1467) ∞1449 Małgorzata de Rohan (-1496)                             | Filip II Sabaudzki (1438–1497) ∞1473 Małgorzata de Bourbon (1438–1483)                  |
| Pradziadkowie                              | Franciszek de Bourbon-Vendôme (1470–1495) ∞1487 Maria Luksemburska (1472–1547)          | Franciszek de Bourbon-Vendôme (1470–1495) ∞1487 Maria Luksemburska (1472–1547)          | René d’Alençon (1454–1492) ∞1488 Małgorzata Lotaryńska (1463–1521)                      | René d’Alençon (1454–1492) ∞1488 Małgorzata Lotaryńska (1463–1521)                      | król Nawarry Jan III d’Albret (1469–1516) ∞1484 Katarzyna de Foix (1468–1518)           | król Nawarry Jan III d’Albret (1469–1516) ∞1484 Katarzyna de Foix (1468–1518)           | Karol Orleański (1459–1496) ∞1488 Ludwika Sabaudzka (1476–1531)                         | Karol Orleański (1459–1496) ∞1488 Ludwika Sabaudzka (1476–1531)                         |
| Dziadkowie                                 | Karol IV de Bourbon-Vendôme (1489–1537) ∞1513 Franciszka d’Alençon (1490–1550)          | Karol IV de Bourbon-Vendôme (1489–1537) ∞1513 Franciszka d’Alençon (1490–1550)          | Karol IV de Bourbon-Vendôme (1489–1537) ∞1513 Franciszka d’Alençon (1490–1550)          | Karol IV de Bourbon-Vendôme (1489–1537) ∞1513 Franciszka d’Alençon (1490–1550)          | król Nawarry Henryk II d’Albret (1503–1555) ∞1526 Małgorzata d’Angoulême (1492–1549)    | król Nawarry Henryk II d’Albret (1503–1555) ∞1526 Małgorzata d’Angoulême (1492–1549)    | król Nawarry Henryk II d’Albret (1503–1555) ∞1526 Małgorzata d’Angoulême (1492–1549)    | król Nawarry Henryk II d’Albret (1503–1555) ∞1526 Małgorzata d’Angoulême (1492–1549)    |
| Rodzice                                    | król Nawarry Antoni de Burbon-Vendôme (1518–1562) ∞1548 Joanna III d’Albret (1528–1572) | król Nawarry Antoni de Burbon-Vendôme (1518–1562) ∞1548 Joanna III d’Albret (1528–1572) | król Nawarry Antoni de Burbon-Vendôme (1518–1562) ∞1548 Joanna III d’Albret (1528–1572) | król Nawarry Antoni de Burbon-Vendôme (1518–1562) ∞1548 Joanna III d’Albret (1528–1572) | król Nawarry Antoni de Burbon-Vendôme (1518–1562) ∞1548 Joanna III d’Albret (1528–1572) | król Nawarry Antoni de Burbon-Vendôme (1518–1562) ∞1548 Joanna III d’Albret (1528–1572) | król Nawarry Antoni de Burbon-Vendôme (1518–1562) ∞1548 Joanna III d’Albret (1528–1572) | król Nawarry Antoni de Burbon-Vendôme (1518–1562) ∞1548 Joanna III d’Albret (1528–1572) |
| Henryk IV Burbon (1553–1610), król Francji |                                                                                         |                                                                                         |                                                                                         |                                                                                         |                                                                                         |                                                                                         |                                                                                         |                                                                                         |

### Potomstwo
18 sierpnia 1572 poślubił Małgorzatę de Valois, małżeństwo to zostało anulowane w 1599, a para nie miała dzieci. 17 grudnia 1600 poślubił Marię Medycejską, z którą miał sześcioro dzieci:
- Ludwika XIII, króla Francji, męża Anny Austriaczki,
- Elżbietę, królową Hiszpanii, żonę Filipa IV Habsburga,
- Krystynę Marię, księżnę Sabaudii, żonę Wiktora Amadeusza I Sabaudzkiego,
- Mikołaja (zmarł w wieku 4 lat),
- Gastona, księcia Orleanu,
- Henriettę Marię, królową Anglii, żonę Karola I.

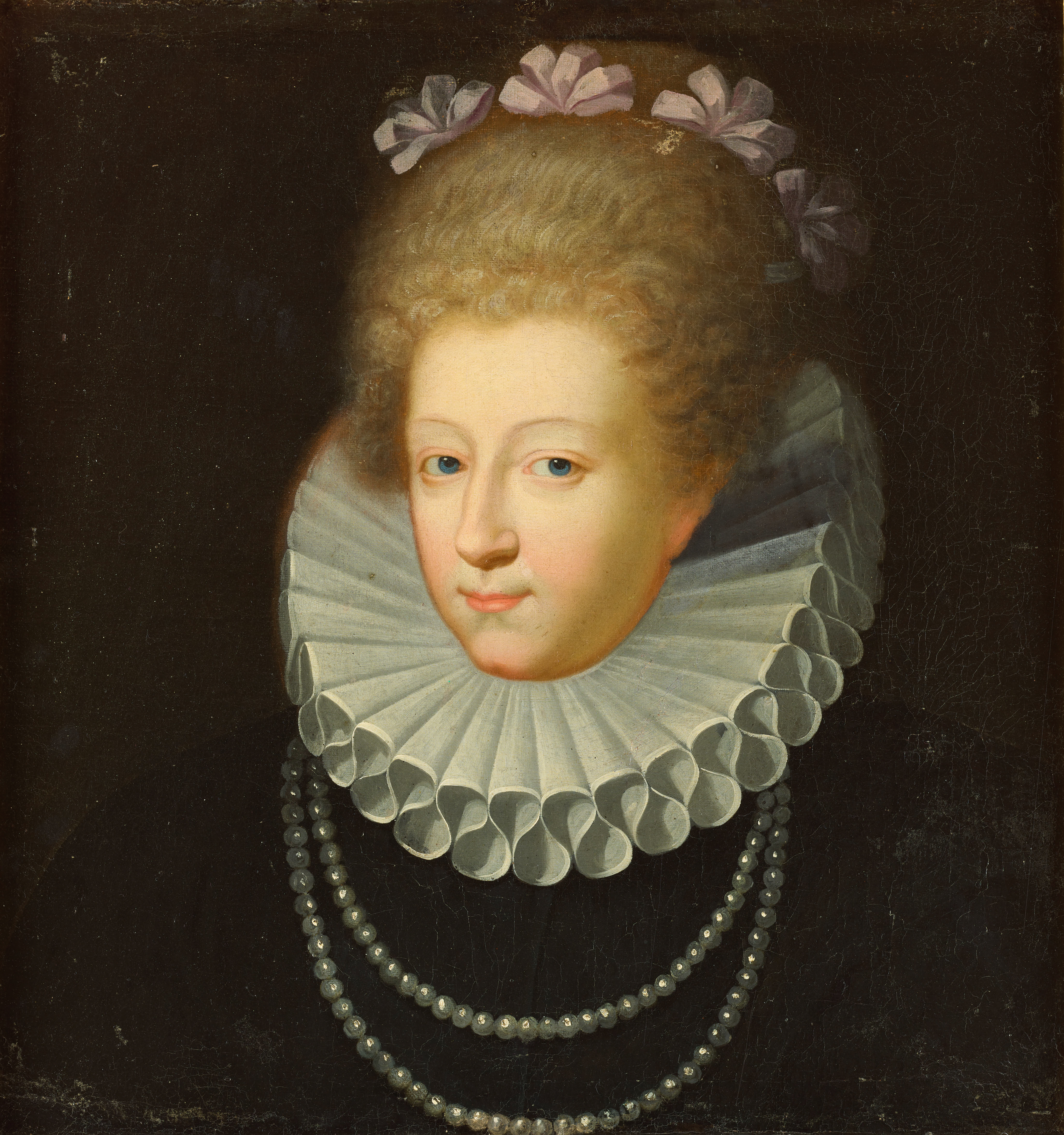
Gabrielle d’Estrées

Henryk IV miał co najmniej jednaścioro dzieci ze związków nieślubnych, które później oficjalnie uznał.
Z Franciszką de Montmorency-Fosseux, dwórką swojej żony Małgorzaty de Valois, miał martwo urodzoną córkę.
Z Gabrielle d’Estrées miał:
- Cezara, księcia de Vendôme (1594–1665),
- Katarzynę Henriettę (1596–1663), żonę Karola de Guise – księcia de Elbeuf,
- Aleksandra, kawalera de Vendôme (1598–1629).

Z Katarzyną Henriettą de Balzac d'Entragues, markizą de Verneuil, miał:
- Gastona Henryka, księcia de Verneuil (1601–1682),
- Gabrielę Angelikę, mademoiselle de Verneuil (1603–1627).

Z Żakliną de Bueil, hrabiną de Moret, miał
- Antoniego, hrabiego de Moret (1607–1632), opata w St. Etienne.

Z Karoliną des Essarts, hrabiną de Romorantin, miał:
- Janinę (1608–1670), przełożoną zakonu w Fontevraud,
- Marię Henrykę (1609–1629), przełożoną zakonu w Chelles.